# David Walker
David Mathieson Walker (20. května 1944 Columbus, Georgie – 23. dubna 2001 Houston, Texas) byl americký astronaut. Ve vesmíru byl čtyřikrát.

## Život

### Mládí a výcvik
Po základní a střední škole (Eustis High School) absolvoval roku 1966 námořní akademii (United States Naval Academy) a sloužil pak jako námořní pilot. Do týmu kosmonautů NASA byl roku 1978 vybrán poručík Walker jako astronaut – pilot. V roce 1991 ukončil na základně Edwards pilotní školu (Air Force Aerospace Research Pilot School). V mezidobí letů působil jako zkušební pilot.

### Lety do vesmíru
V roce 1984 letěl poprvé na raketoplánu Discovery s misí STS-51-A. Stal se tak 154 kosmonautem Země. Frederick Hauck byl velitelem lodě a místo v pilotním křesle zaujal nováček David Walker. Jako letoví specialisté figurovali Joseph Allen a Dale Gardner. Ovládání „kanadské ruky“ měla na starosti Anna Fisherová. Hned poté, co se dostali na oběžnou dráhu, vypustili kanadskou družici Anik D2 a druhý den vojenskou družici Leasat 1. Pak se jim podařilo odchytit z oběžných drah družice Westar 6 a Palapa B2 a vrátit se s nimi na Zem po 7 letových dnech na Kennedyho vesmírné středisko. Díky splněným úkolům byla mise pro NASA výdělečným podnikem.
Po pěti letech absolvoval misi STS-30 na palubě raketoplánu Atlantis. Jeho posádka byla ve složeni velitel David Walker, dále Ronald Grabe, Mark Lee, Norman Thagard a Mary Cleaveová. Hlavním úkolem (splněným) bylo vyslat sondu Magellan, určenou k radiolokačnímu mapování povrchu Venuše. V tomto případě odstartoval raketoplán z Floridy a přistál po čtyřdenním letu v Kalifornii na základně Edwards.
Třetí svůj let – STS-53 byl devátou a poslední expedicí vyhrazenou pro ministerstvo obrany USA. I tentokrát raketoplánu startujícímu z Floridy velel. Funkci druhého pilota zastával Robert Cabana, letěli i tři letoví specialisté – Guion Bluford, James Voss a Michael Clifford. Během letu vypustili tajnou družici DoD-1 a zbytek mise byl věnován různým experimentům na palubě. Přistáli bez problémů na základně Edwards.
Počtvrté a naposledy letěl ve svých 51 letech v raketoplánu Endeavour s misí STS-69. Byl jejím velitelem, v té době již jako námořní kapitán a spolu s ním pilot Kenneth Cockrell, velitel užitečného zatížení James Voss a letoví specialisté James Newman a Michael Gernhardt. Na palubě sebou vezli dvě vědecké družice, WSF a Spartan, které na orbitě vypustili a po splnění úkolů o pár dní později opět uložili v nákladovém prostoru. Po 10denním letu přistáli na dráhu 33 letiště SLF na Kennedyho vesmírném středisku na mysu Canaveral.
- STS-51-A Discovery (8. listopadu 1984–16. listopadu 1984)
- STS-30 Atlantis (4. května 1989–8. května 1989)
- STS-53 Discovery (2. prosince 1992–9. prosince 1992)
- STS-69 Endeavour (7. září 1995–18. září 1995)

### Po letech
Po svém posledním letu z NASA odešel ke společnosti NDC Voice Corp. Zemřel v Houstonu na rakovinu ve věku 56 let šest let po návratu z kosmu, kde strávil celkem 30 dní svého života.